# クリスタル・ガンズ
クリスタル・ガンズ(英語: Crystal Gunns、本名:ルイザ・L・タック、1976年3月20日 ‐)は、アメリカ合衆国のニューヨーク州ブロンクス区出身のアダルトモデル、ポルノ女優。1990年代後半より活動をはじめ、数々の雑誌に出演しており、2002年から2003年には何本かのポルノビデオに出演した。
彼女は2003年にはアダルト産業から引退していたが、ニュージャージー州ヴァインランドにある小学校のカフェテリアや運動場の職員として働いていることが2008年の後半に問題になった。彼女に罰則は与えられなかったものの、保護者からの退職を要請する抗議の声が集中し教育委員会に法的根拠がないとの声が集まったものの、彼女は退職した 。